# Herbert Samuel
Herbert Louis Samuel, I Visconte Samuel, GCB OM GBE PC (Liverpool, 6 novembre 1870 – 5 febbraio 1963), è stato un politico britannico liberale che fu leader del partito dal 1931 al 1935.
Fu il primo ebreo che esercitava la nomina a servire come ministro del Governo e a diventare il leader di un grande partito politico britannico. Samuel aveva promosso il sionismo all'interno del gabinetto britannico, a partire dal suo memorandum del 1915 intitolato The Future of Palestine. Nel 1920 venne nominato come primo Alto Commissario per la Palestina.
Samuel fu l'ultimo membro del Partito Liberale a tenere uno dei quattro Grandi Uffici di Stato (come Segretario per gli Interni dal 1931 al 1932 nel Governo nazionale di Ramsay MacDonald). Uno degli aderenti al "neoliberalismo", Samuel contribuì a redigere e presentare la legislazione sulla riforma sociale mentre era membro del gabinetto liberale. Samuel guidò il partito sia alle elezioni generali del 1931 sia alle elezioni generali del 1935, durante il quale il numero di seggi in parlamento del partito scese da 59 a 21.

## Biografia
Herbert Samuel nacque al Claremont nº 11 di Belvedere Road, Toxteth, Liverpool, Lancashire, nel 1870. L'edificio ospita ora parte dell'Accademia Belvedere. Intorno al 1775, il suo bisnonno, Menachem Samuel, emigrò da Kępno a Poznań, in Gran Bretagna e suo nonno, Louis Samuel (1794-1859), era nato a Londra. Era il figlio di Clara (Yates) ed Edwin Louis Samuel (1825–1877). Suo zio nacque come Montagu Samuel, ma divenne meglio conosciuto come Samuel Montagu, fondatore dell'omonima banca. Era anche conosciuto con un nome ebraico, Eliezer ben Pinchas Shmuel. Anche suo fratello maggiore, Sir Stuart Samuel, era un politico liberale di successo; la sua unica sorella, Mabel (1862-1938) sposò l'influente critico d'arte Marion Spielmann, della dinastia Spielmann di banchieri e intenditori d'arte.
Venne istruito alla University College School di Hampstead, Londra e al Balliol College di Oxford, ma a casa ebbe un'educazione religiosa ebraica. Tuttavia, nel 1892, mentre era a Oxford rinunciò ad ogni credenza religiosa e scrisse a sua madre ebrea per informarla. Samuel era stato influenzato dal lavoro di Charles Darwin e dal libro On Compromise dell'anziano politico liberale John Morley. Tuttavia, rimase un membro della comunità ebraica per compiacere la moglie ed osservò il Sabbath e le leggi ebraiche sul cibo a casa "per motivi igienici".

## Carriera politica
Samuel partecipò senza successo a due elezioni generali prima di essere eletto parlamentare alle elezioni di Cleveland del 1902, come membro del Partito Liberale. Venne nominato nel Consiglio dei Ministri nel 1909 dal primo ministro H. H. Asquith, prima come Cancelliere del Ducato di Lancaster, e poi come Direttore generale delle poste del Regno Unito, Presidente del Consiglio dell'amministrazione locale, e infine Segretario di Stato per gli Affari Interni.
Egli avanzò l'idea di istituire un protettorato britannico sulla Palestina nel 1915 e le sue idee influenzarono la Dichiarazione Balfour. Come Ministro dell'Interno, Samuel affrontò una carenza di personale necessario per combattere nella prima guerra mondiale e avviò la legislazione per offrire a migliaia di rifugiati russi (molti dei quali giovani ebrei) la scelta tra l'arruolamento nell'esercito britannico o il ritorno in Russia per il servizio militare.
Nel dicembre 1916 Asquith venne sostituito come primo ministro da Lloyd George. Lloyd George chiese a Samuel di continuare come Segretario di Stato, ma Samuel scelse invece di dimettersi. Tentò di trovare un equilibrio nel dare supporto al nuovo governo pur rimanendo fedele a Asquith. Alla fine della guerra cercò l'elezione nelle elezioni generali del 1918 come liberale a supporto del governo di coalizione. Tuttavia, l'approvazione da parte del governo venne data al suo avversario unionista e venne sconfitto.

### I diritti delle donne
Inizialmente non fu un sostenitore del suffragio femminile ma cambiò la sua posizione. Nel 1917 una Conferenza dei Relatori venne incaricata di esaminare la possibilità di dare il voto alle donne, ma non tenne conto, nei suoi termini di riferimento, delle donne che si candidavano come candidate al Parlamento. Tuttavia, Samuel presentò una mozione separata il 23 ottobre 1918 per consentire alle donne di essere ammissibili come deputate del Parlamento. La votazione venne approvata 274 voti a 25 e il governo si affrettò ad emanare disegno di legge per renderla legge in tempo per le elezioni del 1918.

## Alto Commissario per la Palestina
Un mese dopo la dichiarazione di guerra della Gran Bretagna all'Impero ottomano nel novembre 1914, Samuel incontrò Chaim Weizmann, che sarebbe diventato il presidente dell'Organizzazione sionista mondiale e in seguito il primo presidente di Israele. Secondo le memorie di Weizmann, Samuel era già un convinto sostenitore del sionismo e credeva che le richieste di Weizmann fossero troppo modeste. Samuel non voleva entrare in una discussione dettagliata dei suoi piani, ma disse che "gli ebrei avrebbero dovuto costruire ferrovie, porti, un'università, una rete di scuole, ecc.", nonché potenzialmente un tempio in "forma modernizzata". Nel gennaio 1915, Samuel fece circolare un memorandum, The Future of Palestine, ai suoi colleghi di governo, suggerendo che la Gran Bretagna avrebbe dovuto conquistare la Palestina al fine di proteggere il canale di Suez dalle potenze straniere e che la Palestina diventasse una casa per il popolo ebraico. Il memorandum affermava che: "Sono certo che la soluzione del problema della Palestina che sarebbe molto più gradita ai leader e ai sostenitori del movimento sionista in tutto il mondo sarebbe l'annessione del paese all'Impero britannico". Nel marzo del 1915, Samuel sostituì la versione del progetto del gennaio 1915 con la versione finale del suo memorandum, attenuata dal progetto precedente, escludendo esplicitamente qualsiasi idea di stabilire immediatamente uno stato ebraico e sottolineando che i non ebrei dovevano ricevere la parità di trattamento nell'ambito di qualsiasi schema.

### La nomina ad Alto Commissario
Nel 1917, la Gran Bretagna occupò la Palestina (allora parte dell'Impero ottomano) nel corso della prima guerra mondiale. Samuel perse il suo posto nelle elezioni del 1918 e divenne un candidato per rappresentare gli interessi britannici nel territorio.
Venne nominato alla carica di Alto Commissario nel 1920, prima che il Consiglio della Società delle Nazioni approvasse un mandato britannico per la Palestina. Ciò nonostante, il governo militare si ritirò al Cairo in preparazione dell'atteso Mandato britannico, che venne finalmente concesso due anni dopo dalla Società delle Nazioni. Servì come Alto Commissario fino al 1925. Samuel fu il primo ebreo a governare la Terra di Israele in 2.000 anni.
Egli riconobbe la lingua ebraica come una delle tre lingue ufficiali del territorio. L'11 giugno 1920 ricevette la Gran Croce di Cavaliere dell'Ordine dell'Impero britannico (GBE).
La nomina di Samuel ad Alto Commissario per la Palestina fu controversa. Mentre i sionisti accolsero con favore la nomina di un ebreo sionista al posto, il governo militare, guidato da Allenby e Bols, definì la nomina di Samuel "estremamente pericolosa".
Tecnicamente, sottolineò Allenby, la nomina era illegale, in quanto un'amministrazione civile che avesse costretto gli abitanti di un paese occupato ad esprimere la loro fedeltà ad essa prima che venisse firmato un trattato di pace formale (con l'Impero ottomano), violava sia la legge militare che la Convenzione dell'Aia. Bols disse che la notizia era stata accolta con "consternazione, sconforto ed esasperazione" dalla popolazione cristiana e musulmana. Allenby disse che gli arabi lo avrebbero visto "come la consegna immediata di un paese ad una amministrazione sionista permanente" e prevedeva numerosi gradi di violenza.
Lord Curzon lesse quest'ultimo messaggio a Samuel e gli chiese di riconsiderare l'accettazione della carica. Samuel chiese il parere di una delegazione rappresentante dei sionisti che era a Londra, al momento, che gli disse che questi rapporti "allarmistici" non erano giustificati. L'Associazione musulmano-cristiana inviò un telegramma a Bols:
La saggezza della nomina di Samuel venne discussa alla Camera dei Lord il giorno prima del suo arrivo in Palestina. Lord Curzon affermò che durante il dibattito non erano state fatte osservazioni "denigratorie", ma che "sono stati espressi dubbi molto seri sulla saggezza d'inviare un amministratore ebreo nel paese in questo momento".
Le questioni nella Camera dei Comuni del periodo mostrano anche molta preoccupazione per la scelta di Samuel, chiedendo tra l'altro 'quali azioni sono state intraprese per placare la popolazione araba [...] e quindi porre fine alle tensioni razziali'. Tre mesi dopo il suo arrivo, The Morning Post scrisse che 'la nomina di Sir Herbert Samuel come Alto Commissario è stata considerata da tutti, tranne dagli ebrei, come un grave errore.'

Sir Herbert Samuel, seduto al centro, con i leader della chiesa di Gerusalemme e funzionari britannici, 1922.

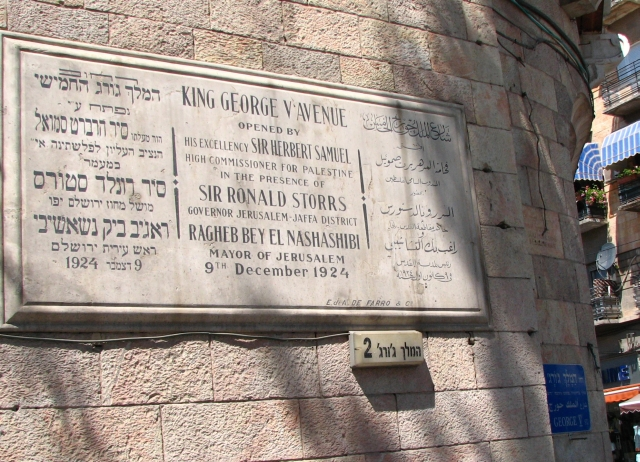
Targa storica su King George Street, Gerusalemme, apposta nel 1924 da Herbert Samuel durante il suo mandato come Alto Commissario per la Palestina

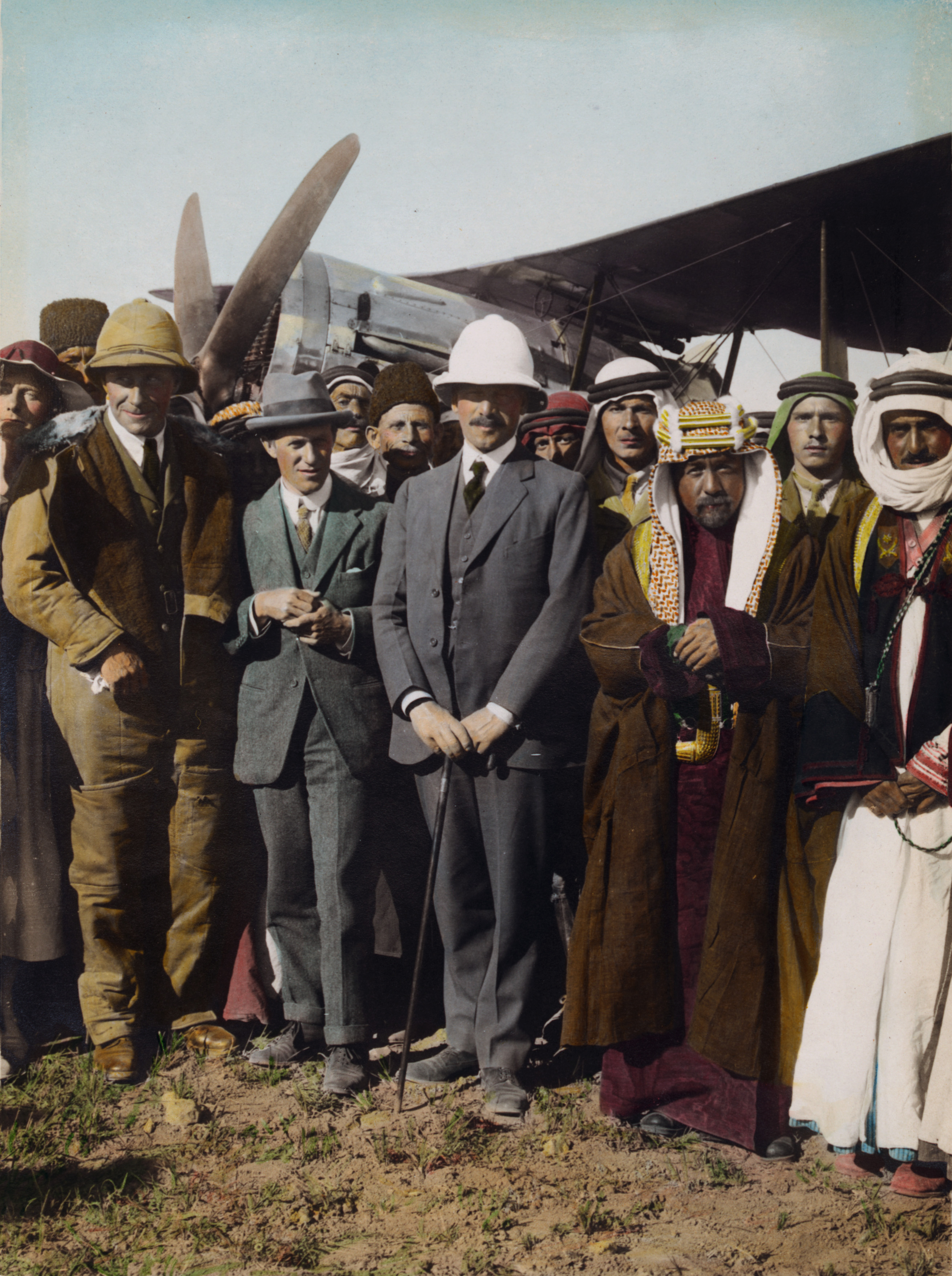
T. E. Lawrence (alias Lawrence d'Arabia) con Sir Herbert Samuel, lo sceicco Majid Pascià el Adwan (a destra) e Gertrude Bell (a sinistra) all'aerodromo di Amman, aprile 1921

### Il mandato
Come Alto Commissario, Samuel tentò di mediare tra gli interessi sionisti ed arabi, agendo per rallentare l'immigrazione ebraica e conquistare la fiducia della popolazione araba. Sperava di ottenere la partecipazione araba negli affari del mandato e di custodire i loro diritti civili ed economici, mentre allo stesso tempo rifiutava loro qualsiasi autorità che avrebbe potuto essere utilizzata per fermare l'immigrazione ebraica e l'acquisto dei terreni. Secondo Wasserstein la sua politica fu "progettata in modo sottile per conciliare gli arabi con la [...] politica filo-sionista" degli inglesi.
L'usanza islamica a quel tempo era che il capo spirituale islamico, il Gran Mufti di Gerusalemme, fosse scelto dal sovrano temporale, il sultano ottomano a Costantinopoli, e da un gruppo di chierici che venivano nominati dai chierici indigeni. Dopo che gli inglesi conquistarono la Palestina, Samuel scelse Hajj Amin Al Husseini, che poi si rivelò una spina nel fianco dell'amministrazione britannica in Palestina. Allo stesso tempo, godette del rispetto della comunità ebraica, e fu onorato di essere chiamato per la lettura della Torah nella sinagoga Hurva nella Città Vecchia di Gerusalemme.
Durante l'amministrazione di Samuel venne pubblicata la Carta Bianca del 1922, che sosteneva l'immigrazione ebraica all'interno della capacità di assorbimento del paese e che definiva la patria nazionale ebraica non come "l'imposizione della nazionalità ebraica sugli abitanti della Palestina come totale, ma l'ulteriore sviluppo della comunità ebraica esistente, con l'assistenza degli ebrei in altre parti del mondo, in modo che possa diventare un centro in cui il popolo ebraico nel suo complesso possa prendere, per motivi di religione e di razza, un interesse e un orgoglio. "
Samuel ottenne la fiducia di tutti gli strati della popolazione con la sua celebre "imparzialità". Colpì particolarmente il forte rapporto con Pinhas Rutenberg, concedendogli concessioni esclusive per la produzione e la distribuzione di elettricità in Palestina e in Transgiordania e spesso sostenendo fortemente Rutenberg nei suoi rapporti con il Ministero delle Colonie di Londra. Il governo di Samuel firmò il Ghor-Mudawarra Land Agreement con le tribù beduine della Valle del Baysan, che accantonò il trasferimento di 179.545 dunum di terra statale per i beduini.
Il ruolo di Samuel in Palestina è ancora dibattuto. Secondo Wasserstein, "egli non è ricordato gentilmente né dalla maggior parte degli storici sionisti, che tendono a considerarlo come uno degli ideatori del processo attraverso il quale la dichiarazione Balfour a favore del sionismo venne gradualmente diluita ed infine tradita dalla Gran Bretagna, né dai nazionalisti arabi che lo considerano una personificazione dell'alleanza tra il sionismo e l'imperialismo britannico e come uno dei responsabili per lo spostamento dei palestinesi dalla loro patria. In realtà, entrambi sono in errore."

## La Commissione Samuel
Al suo ritorno in Gran Bretagna nel 1925, il primo ministro Stanley Baldwin chiese a Samuel di esaminare i problemi del settore minerario. La Commissione Samuel pubblicò la sua relazione nel marzo 1926, raccomandando che l'industria venisse riorganizzata ma respingendo il suggerimento di una nazionalizzazione. Il rapporto raccomandava inoltre che la sovvenzione del governo dovesse essere revocata e gli stipendi dei minatori dovessero essere ridotti. Il rapporto fu uno dei fattori che portarono allo sciopero generale del 1926.

## Carriera politica successiva

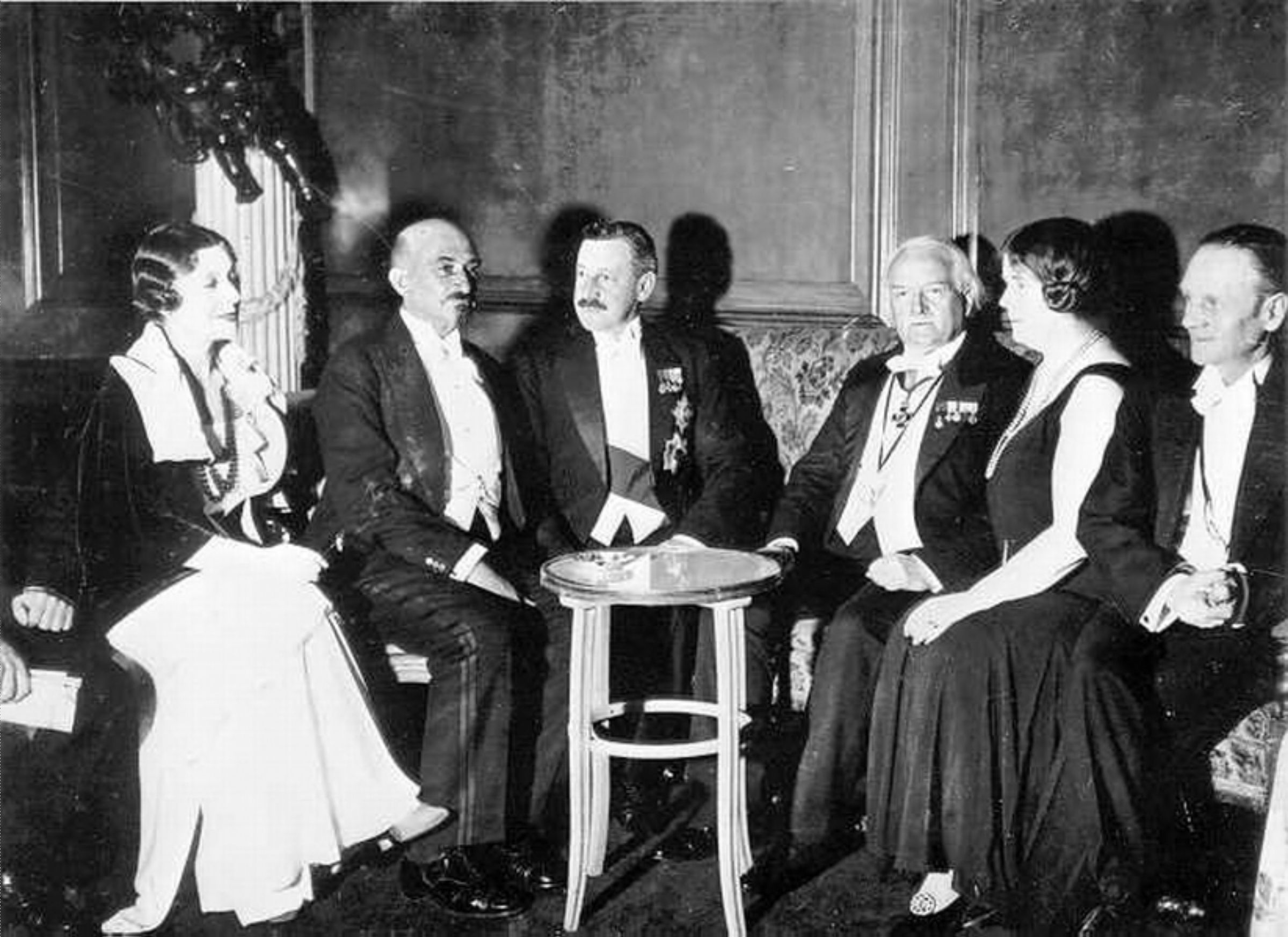
Vera Weizmann, Chaim Weizmann, Herbert Samuel, Lloyd George, Ethel Snowden e Philip Snowden

Samuel tornò alla Camera dei Comuni in seguito alle elezioni generali del 1929. Due anni più tardi divenne vice leader del Partito Liberale e agì come leader nell'estate del 1931, quando Lloyd George era malato. Sotto Samuel il partito servì nel primo Governo Nazionale del primo ministro Ramsay MacDonald costituito nel mese di agosto 1931, con Samuel stesso che servì come Segretario di Stato degli Affari Interni. Tuttavia, la volontà del governo di prendere in considerazione l'introduzione di tariffe protezionistiche e d'indire elezioni generali per ottenere un altro mandato portò alla frammentazione del Partito Liberale in tre gruppi distinti. Sir John Simon aveva già guidato un gruppo separatista di parlamentari per formare il Partito Liberale Nazionale.
Il leader liberale, Lloyd George, guidò un piccolo gruppo di liberali indipendenti che decisero di opporsi al governo nazionale. Ciò lasciò Samuel efficacemente come leader del partito parlamentare e al controllo della sede del partito. Le mosse del governo d'introdurre le tariffe causarono ulteriormente attrito per i liberali e Samuel ritirò il partito dal governo in più fasi, in primo luogo ottenendo la sospensione della responsabilità collettiva di governo sulla questione per consentire ai membri liberali del governo di opporsi alle tariffe. Nell'ottobre 1932 i ministri liberali si dimisero dai loro incarichi ministeriali ma continuarono a sostenere il governo nazionale in Parlamento. Infine, nel novembre 1933, Samuel e la maggior parte del deputati liberali attraversarono il piano della Camera dei Comuni e si opposero apertamente al governo. Egli rimase leader del Partito Liberale fino a quando perse di nuovo il suo seggio nel 1935.

Nel 1937, gli fu concesso il titolo di Visconte Samuel; in quello stesso anno, Samuel, pur essendo nato in una famiglia ebrea, si allineò con la politica di appeseament del primo ministro Neville Chamberlain verso Adolf Hitler, esortò a cancellare la Germania dalla sua colpa di guerra del 1914 e raccomandò il ritorno delle colonie tedesche perse dopo la guerra. Il suo biografo John Edward Bowle annotò il ricordo di Samuel dei suoi commenti a Lord Halifax in una conversazione poco prima dell'Anschluss nel 1938:
Ho detto che consideravo Hitler come un uomo con una coscienza - una coscienza che a volte lo portava a fare cose molto brutte; ma non era un uomo che avrebbe fatto quello che sapeva essere un crimine come avrebbe fatto Napoleone. Il pericolo era che, essendo un mistico e impetuoso, potesse essere facilmente spazzato via in un momento di crisi.
Più tardi rifiutò un'offerta di Chamberlain per tornare al governo. Nel 1938, sostenne il movimento Kindertransport per i bambini rifugiati dall'Europa con un appello per le case per loro.
Samuel in seguito divenne il leader del partito liberale alla Camera dei Lord (1944-1955). Durante le elezioni generali del 1951, il 15 ottobre 1951, Samuel fu il primo politico britannico a fornire una trasmissione politica di partito in televisione.

## Famiglia
Il 17 novembre 1897 Samuel sposò sua cugina di primo grado Beatrice Miriam (1871-1959), figlia di Ellis Abraham Franklin, un banchiere. Ebbero tre figli e una figlia. Suo figlio, Edwin, prestò servizio nella Legione ebraica.
Samuel era prozio della scienziata Rosalind Franklin, co-scopritrice del DNA.

## Carriera letteraria
Nei suoi ultimi anni, rimase preoccupato per il futuro dell'umanità e della scienza, scrivendo tre libri: "Essays in Physics" (1951), "In Search of Reality" (1957) e un lavoro di collaborazione, "A Threefold Cord: Philosophy, Science, Religion"(1961). Le tre opere tendevano ad entrare in conflitto con le credenze della comunità scientifica, tanto più che il suo collaboratore e amico nell'ultimo lavoro era Herbert Dingle.